# Тибести
Тибести (на френски: Massif du Tibesti; на арабски: تيبستي) е планински масив в централната част на Сахара, съставен от древни угаснали вулкани, простиращ се в северната част на Чад и най-южната част на Либия.
Основата на масива е съставена от пет угаснали щитовидни вулкана. Най-високият е Еми Куси – 3415 m, който е и най-високата точка в Чад и пустинята Сахара. Други високи върхове са: Кегюйор Терби (3376 m), Тарсо Таро (3325 m), Пик Тусид (3265 m) и Собором (3100 m). Изграден е от кристалинни шисти, лави и пясъчници и е силно разчленен от дълбоки сухи дефилета, по които протичат бурни потоци само по време на епизодичните поройни дъждове (главно през лятото) и бързо губещи водите си сред пясъците на пустинята. Около връх Собором има множество гейзери и горещи извори. Древната вулканичната дейност е резултат от континентална гореща точка, възникнала през олигоцена и продължила в някои части до холоцена. Това е довело до образуването на залежи от сяра. Масивът се отличава с относително влажен климат и валежни количества (до 100 mm годишно), значително по-високи от тези в заобикалящата ги пустиня. В подножията на масива и по неговите сухи долини на височина до 1200 m растат финикова палма, палма дум, акация и др. От 1600 до 1800 m се срещат петна от пелин и сухи треви, а нагоре следва планинска полупустинна растителност.
И до днес тук живее народът Тубу, за който е известно, че е имал търговски отношения с Картаген още през VI век пр.н.е. Планините Тибести са известни и със скалните си рисунки, които датират от около 3 – 5 хилядолетие пр н.е. Най-големите градове в околността са Бардаи и Аозу.
Флората и фауната на планината, която включва тънкорога газела и гривест козирог, се е адаптирала към терена, макар климатът невинаги да е бил суров. В миналото е съществувало голямо биоразнообразие, което е засвидетелствано от скалните рисунки, намерени из планината и датиращи отпреди няколко хиляди години. Изолираността на Тибести е разпалила културното въображение както в изкуството, така и в литературата.